# Хьор
Höör (раніше писалось Hör, швед. вимова: [ˈhœːr], дан. Hør) — місто муніципалітету Хьор, округ Сконе, Швеція з населенням у 7865 жителів у 2010 році

## Назва
Місто раніше було відоме як Хорг (у XII столітті), Хьорг (у XV столітті), а пізніше Хор і Хьор. Сучасне незвичне написання з подвійним «ö» було впроваджено шведською поштою на початку XX століття. У той час у Швеції було поширеною практикою писати här (тобто, «тут») на адресу листів, які будуть доставлені в межах того самого міста. Щоб уникнути плутанини між листами, які доставляють на місцевому рівні, і листами, призначеними для міста Hör, поштова служба змінила назву міста на Höör.

## Транспорт
Залізнична станція Höör знаходиться на північній стороні міста і в п'яти хвилинах ходьби від центральної площі. Він знаходиться на лінії між Крістіанстадом і Мальме, де часто курсують приміські потяги за межі Швеції до Копенгагена в Данії. У місто потягом можна потрапити з Мальмо за 35 хвилин.